# Monarca pitnegre
El monarca pitnegre (Arses kaupi) és una espècie d'ocell de la família dels monàrquids (Monarchidae) que habita boscos poc densos del nord-est de Queensland, en Austràlia.